# باز سیاه بزرگ
باز سیاه بزرگ (نام علمی: Buteogallus urubitinga) نام یک گونه از سرده سارگپه‌های خروسی است.